# Fadil Husain Ahmad al-Kurdi
Fadil Husain Ahmad al-Kurdi (arabisch فاضل حسين أحمد الكردي, DMG Fāḍil Ḥusain Aḥmad al-Kurdī), auch bekannt als Abu Ubayda al-Kurdi (أبو عبيدة الكردي, DMG Abū ʿUbaida al-Kurdī), genannt Ridha (رضا Rida, DMG Riḍā), ist ein sunnitischer und islamistischer Kurde aus dem Irak. Ridha soll für den Nachrichtenaustausch zwischen Abu Musab az-Zarqawi und Osama bin Laden in den und aus dem Irak verantwortlich gewesen sein. Am 30. Dezember 2004 meldete die US-Armee, dass sie mit dem 26-jährigen Kurden einen wichtigen Helfer von Zarqawi festgenommen habe. Mit dieser erneuten Festnahme im Umfeld von Zarqawi sah die US-Armee, dass sie die Terrorstrukturen von at-Tauhīd wa al-Dschihād stark geschwächt haben.